# Венец безбрачия
Венец безбрачия — распространённое суеверие, согласно которому в результате порчи, сглаза или специального магического обряда возникают серьёзные и длительные проблемы в отношениях с противоположным полом. Считается, в частности, что венец безбрачия осложняет поиск любимого человека, влечет необъяснимые препятствия в любви и делает невозможным вступление в брак.
Наведение венца безбрачия обычно считается обрядом чёрной магии, а его снятие — обрядом магии белой.
Кроме того, считается, что венец безбрачия может быть самоналоженным, то есть проблемы в личной жизни возникают не как следствие чьего-то воздействия, а как наказание за вмешательство в чужую личную жизнь.

## Что такое венец безбрачия?

### В психологии
В психологии доминирует предположение Эрика Берна о том, что в семьях формируются определенные стереотипы взаимодействия между членами семьи, которые на бессознательном уровне передаются от родителей детям в виде определенных правил. Таким образом, неудачи в личной жизни преследуют каждое последующее поколение.

### В религии
В христианстве венец безбрачия считается одним из суеверий, а связанные с ним магические практики сурово осуждаются, как и вся магия в целом (как обращение к бесовским силам).
В кармических религиях понятие венца безбрачия отсутствует, однако существует представление, что неудачи в личной жизни, включая проблемы со вступлением в брак, могут быть обусловлены кармой — например, грехами, совершенными в прошлой жизни, или обетами, данными в прошлой жизни.
В частности, в народном буддизме распространено поверье, что человек, в одной из жизней давший монашеский обет, в ряду будущих перерождений будет испытывать проблемы в любви и трудности со вступлением в брак — в силу того, что монашеский обет распространяется не только на текущую жизнь, но и на все последующие.

### В оккультизме
Среди оккультистов нет единства в данном вопросе. Адепты различных мистических учений по-разному толкуют венец безбрачия:
- это «сложнейшая кармическая проблема», то есть человек с ней рождается.
- это достаточно редкое явление, так как «поставить настоящий венец безбрачия может только колдун-профессионал высокого уровня»; а то, что обычно принимают за венец, является порчей, называемой «печать одиночества» или «вековуха».
- это загрязнение второй и четвертой чакр.
- это родовое проклятие с целью уничтожить род.

Одни утверждают, что венец безбрачия может быть наложен только на женщин, другие — что мужчина также может стать жертвой этого заклятия. Также утверждается, что снять венец безбрачия самостоятельно невозможно. Существуют специальные обряды для этого, провести которые могут только очень сильные маги.

## Связь с сексуальностью
Считается, что женщина с венцом безбрачия асексуальна: на ней как будто покрывало, скрывающее от мужчин её сексуальную энергию. А обычай покрывать перед свадьбой невесту полупрозрачной тканью с головы до пят и снятие вуали во время обряда символизировал устранение преград для проявления женской сексуальности.
Забота об укреплении и повышении девичьей сексуальности прослеживается во многих народных традициях. Так, у карел забота о «лемби» начиналась с первых дней жизни девочки, а во время свадьбы, невесте полагалось делиться ею с незамужними сестрами и подругами, чтобы они тоже поскорее вышли замуж: от самого сватовства и до вручения невесты жениху незамужние сверстницы находились в контакте с нею; ходили в «невестину баню», где парились тем же веником и умывались той же самой водой, что и невеста; вплетали в невестину косу свои ленты, чтобы при расплетании получить их обратно вместе с частицей лемби невесты.
У славян обряд прощания с девичеством был связан со снятием свадебного венца (венка из барвинка, мяты и калины, символизирующих девичество и целомудрие) или ленты (у русских «воли») — тогда невесте впервые делали женскую прическу. Очень важно было, чтобы венок был ровным, круглым, тугим и ярким, так как по народным суждениям от этого зависела судьба невесты.